# Drangstedt
Drangstedt är en ortsteil i staden Geestland i Landkreis Cuxhaven i förbundslandet Niedersachsen i Tyskland. Drangstedt var en kommun fram till 1 januari 2015 när den uppgick i Geestland. Kommunen Drangstedt hade 1 451 invånare 2014.